# Adriana Achcińska
Adriana Achcińska, född den 22 april 2002, är en polsk fotbollsspelare.
Adriana Achcińska inledde sin seniorkarriär med spel i Miedź Legnica år 2013. Hon har även spelat för UKS SMS Łódź innan hon 2021 värvades av 1. FC Köln. Hon har även representerat det polska damlandslaget där hon debuterade år 2019.